# Chrysopera combinans
Chrysopera combinans là một loài bướm đêm trong họ Noctuidae.